# Exploitatiefilm
Een exploitatiefilm is een film die in de eerste plaats effect wil sorteren door te choqueren of prikkelen. Kenmerkende elementen hierbij zijn vaak geweld, (verboden) seks, naaktheid, drugs, angst, sensatie, vernieling, monsters en opstanden. Exploitatiefilms worden vaak goedkoop gemaakt en moeten in relatief korte tijd hun geld terugverdienen.

## Ontwikkeling
Exploitatiefilms bestaan sinds de opkomst van de massacinema. Van de jaren 1920 tot en met de jaren 1950 waren dergelijke films vooral te zien in kleinere filmtheaters. In de jaren 1950 en 1960 waren ze in Amerika vooral te zien in drive-inbioscopen. In de jaren 1970 en 1980 verschoof dit richting de grindhouses. In de jaren 1980 en 1990 verschenen exploitatiefilms vooral voor direct-naar-video. In de jaren 2000 verplaatste zich dit naar de direct-naar-dvd.
In Nederland werden exploitatiefilms gedraaid in kleinere buurt- en provincietheaters.

## Genres
Exploitatiefilms zijn er in diverse genres. Sommigen vallen binnen de genres die ook gebruikelijk zijn voor gangbare films, zoals horror, sciencefiction, monsterfilm, slasherfilm, actie, Martialartsfilm, sandalenfilm en documentaire. Anderen vallen in genres die bijna uitsluitend in de wereld van de exploitatiefilms gangbaar zijn.
Typische exploitatiegenres zijn:
- Zombiefilm
- Kannibalenfilm
- Blaxploitation
- Bruceploitation
- Giallo
- Grindhouse
- Mondo
- Monsterfilm
- Nazisploitation
- Nunsploitation
- Pornofilm
- Rape and revenge film
- Sexploitation
- Slasherfilm
- Spaghettiwestern
- Splatterfilm
- Stonerfilm
- Vigilantefilm
- Women in prison film

Ook films die gebaseerd zijn op succesvolle televisieseries, computerspellen, ontspanningslectuur en popsterren worden soms tot exploitatiefilms gerekend, omdat men vaak louter geld wil verdienen zolang de rage of trend duurt. Bijgevolg wordt er aan de plot of personages weinig aandacht gespendeerd en bestaan deze films vooral uit wat goedkope sensatie.

## Waardering
Exploitatiefilms worden bijna uitsluitend beoordeeld als B-films. Zij worden echter ook gewaardeerd. Quentin Tarantino en Robert Rodriguez brachten met hun films Grindhouse en Machete een ode aan de exploitatiefilm.